# Вікісховище
Вікісховище (англ. Wikimedia Commons) — загальне централізоване сховище для зображень, звукозаписів, відеороликів та інших файлів, які надаються на умовах вільних ліцензій.
Перевага Вікісховища в тому, що його файли можуть використовувати в будь-яких проєктах фонду Wikimedia (як-от Вікіпедія, Вікіпідручник тощо) без потреби додатково завантажувати файл у кожен із проєктів. Сайт відкрився 7 вересня 2004 року і станом на жовтень 2024 року містить близько 110 мільйонів файлів. Завантажувати файли до Вікісховища можна через відповідну службу чи спеціальну програму.
Вікісховище дозволяє завантажувати лише ті матеріали, ліцензія яких дозволяє вільне розповсюдження, використання, переробку та комерційне використання твору, іншими словами лише вільний вміст. 

## Партнерство
Волонтери Вікісховища налагоджують співпрацю з музеями та архівами, а також іншими організаціями та/або власниками авторських прав, щоб сприяти опублікуванню на умовах вільних ліцензій найрізноманітніших матеріалів, які відтворюють культуру різних народів світу. Часто зображеннями діляться німецькі організації, в чому активно бере участь німецьке відділення Фонду Вікімедіа.
Наймасштабніші приклади співпраці:
- Квітень 2005 — німецький сайт Directmedia передав 10 тисяч малюнків спільноті Вікісховища.
- Вересень 2006 — почалося завантаження зображень із найбільшого швейцарського сайту з вільними зображеннями — Picswiss.
- Весна 2007 — Pearson Scott Foresman[en] відправив до Фонду Вікімедіа 16 коробок із зображеннями.
- Грудень 2008 — Федеральний архів Німеччини надав 80 тисяч зображень[4].
- Березень 2009 — Бібліотека зображень Deutsche Fotothek передала 250 тисяч робіт.
- Жовтень 2009 — Tropenmuseum передав 35 тисяч зображень за тематикою Індонезії.
- Червень 2011 — російське агентство міжнародної інформації «РИА Новости» почало надавати частину своїх архівних зображень на умовах ліцензії Creative Commons Attribution-ShareAlike 3.0. Одне з перших зображень завантажено на Вікісховище особисто президентом Росії Дмитром Медведєвим[5].
- липень 2011 — Національне управління архівів та документації США виділило понад 100 тисяч історичних фотографій та документів зі своїх архівів.

## Конкурси
Серед проєктів, спрямованих на поповнення Вікісховища якісними вільними матеріалами, є, зокрема, міжнародний конкурс світлин «Вікі любить пам'ятки» та всеукраїнський «Вікі любить Землю». У рамках таких проєктів учасники конкурсу завантажують усі конкурсні світлини у Вікісховище на умовах вільних ліцензій, а автори найкращих із цих світлин отримують призи. Протягом «Вікі любить пам'ятки» у 2012 р. у Вікісховище завантажили понад 350 тис. світлин, з яких 33 тис. з України. Протягом конкурсу «Вікі любить землю» завантажено понад 11 тис. світлин з України.

## Вибрані зображення
На Вікісховищі є три механізми відзначення робіт.
- Проєкт «Вибрані зображення» був введений в листопаді 2004 року. У ньому роботи номінуються учасниками спільноти, а інші учасники голосують за чи проти них. Статус «вибраних» можуть отримати як роботи учасників проєкту, так і зображення з інших джерел, наприклад фотографії NASA.
- Проєкт «Якісні зображення» запущений в червні 2006 року.

Процес номінування подібний до «вибраних зображень», однак «Якісними» можуть бути тільки роботи, створені учасниками проєктів Фонд Вікімедіа.
- Проєкт «цінні зображення», стартував 1 червня 2008 року з метою визначити «найбільш значущі зображення свого виду». Він відрізняється від двох попередніх тим, що основний упор робиться на технічні характеристики якості.

З 2006 року на Вікісховищі також проводиться конкурс «Зображення року». У ньому беруть участь усі зображення, які стали «обраними» протягом останнього року. У ньому голосують усі учасники проєктів Вікімедіа, а саме голосування проходить у два тури.

Зображення, що посіли 1 місце у конкурсі «Зображення року» (в дужках роки перемоги в конкурсі)
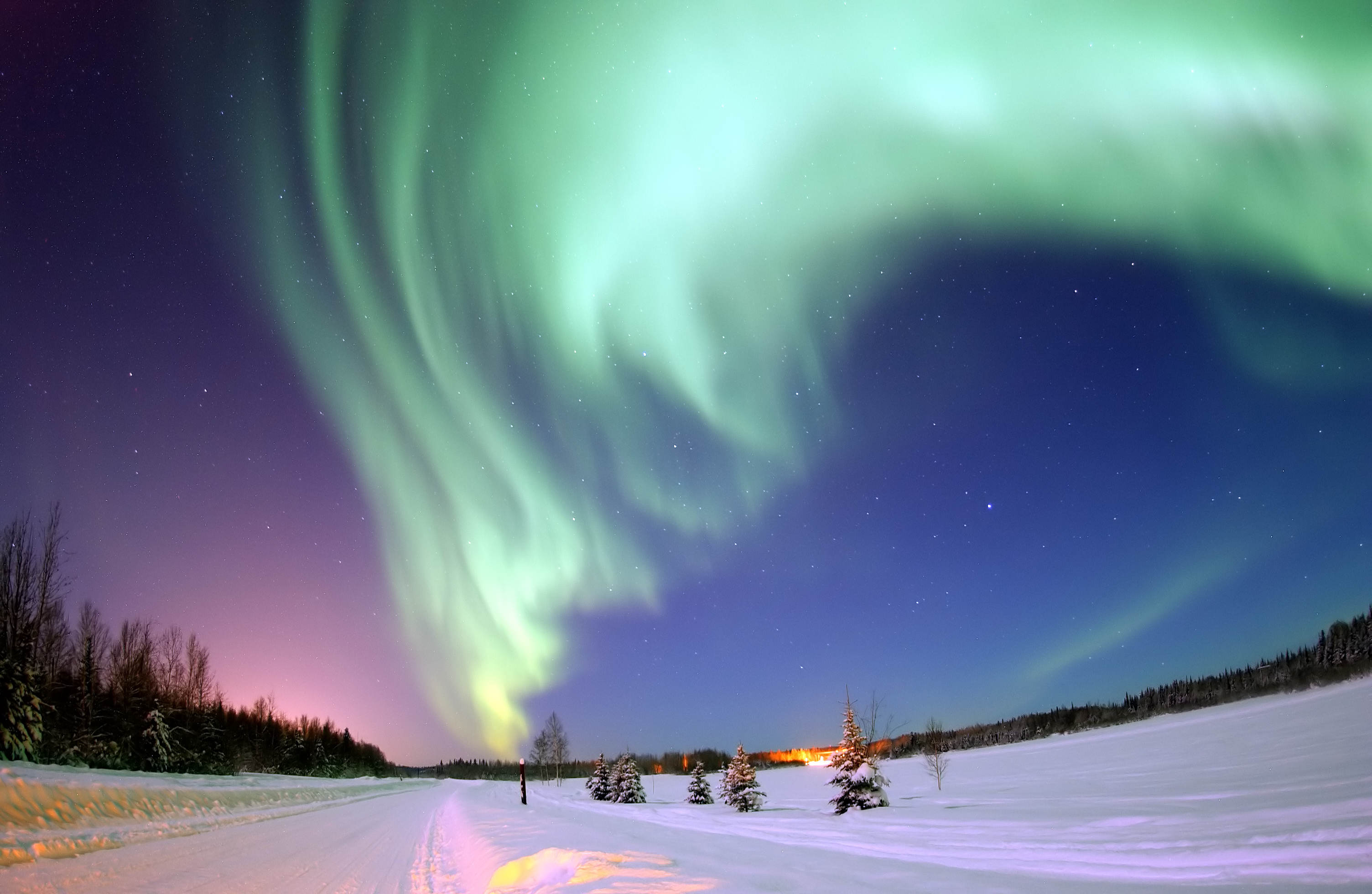
Полярне сяйво над Ведмежим озером на базі ВПС США «Eielson Air Force Base». Аляска, США (2006)
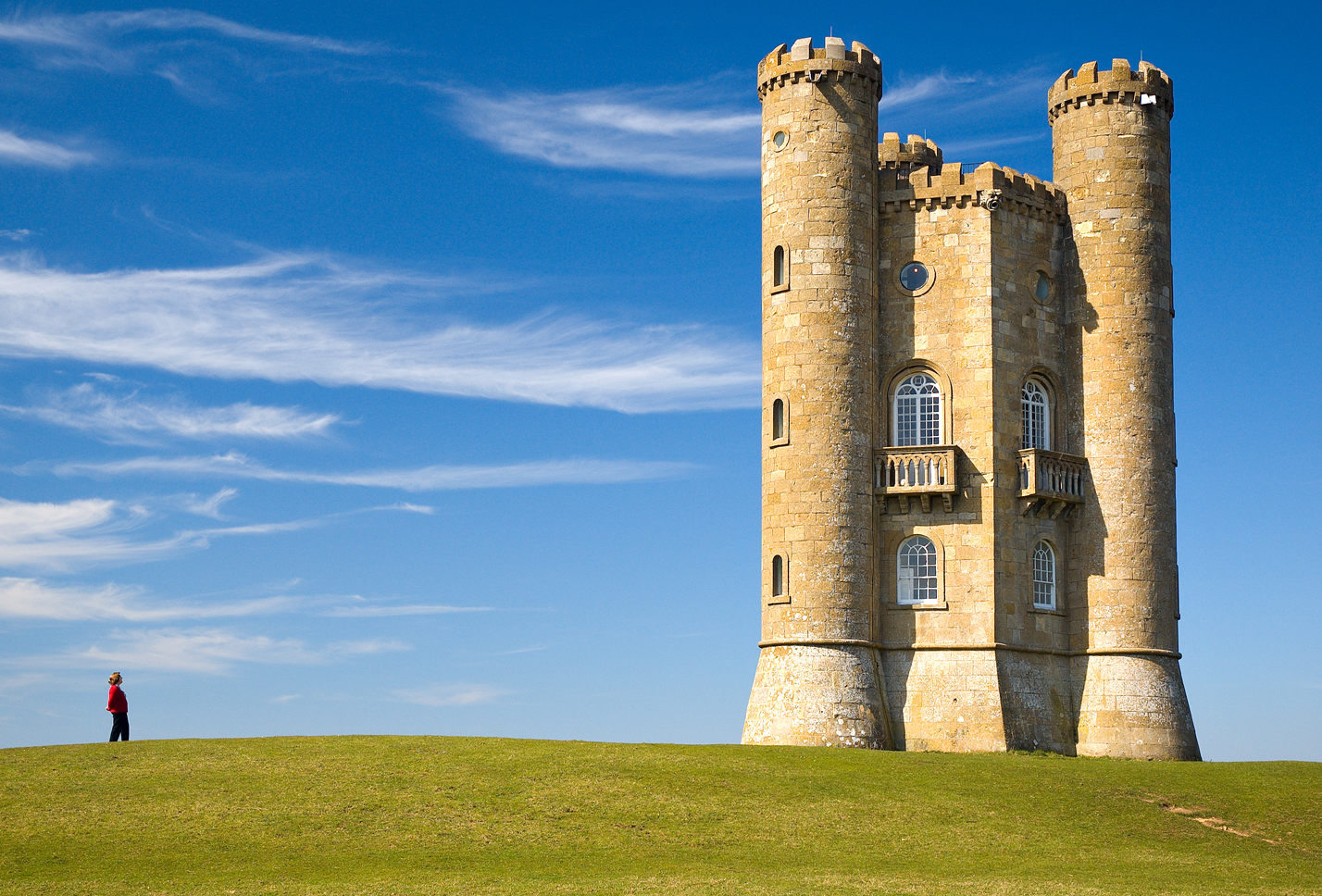
Бродвейська вежа. Котсволдс, Англія (2007)
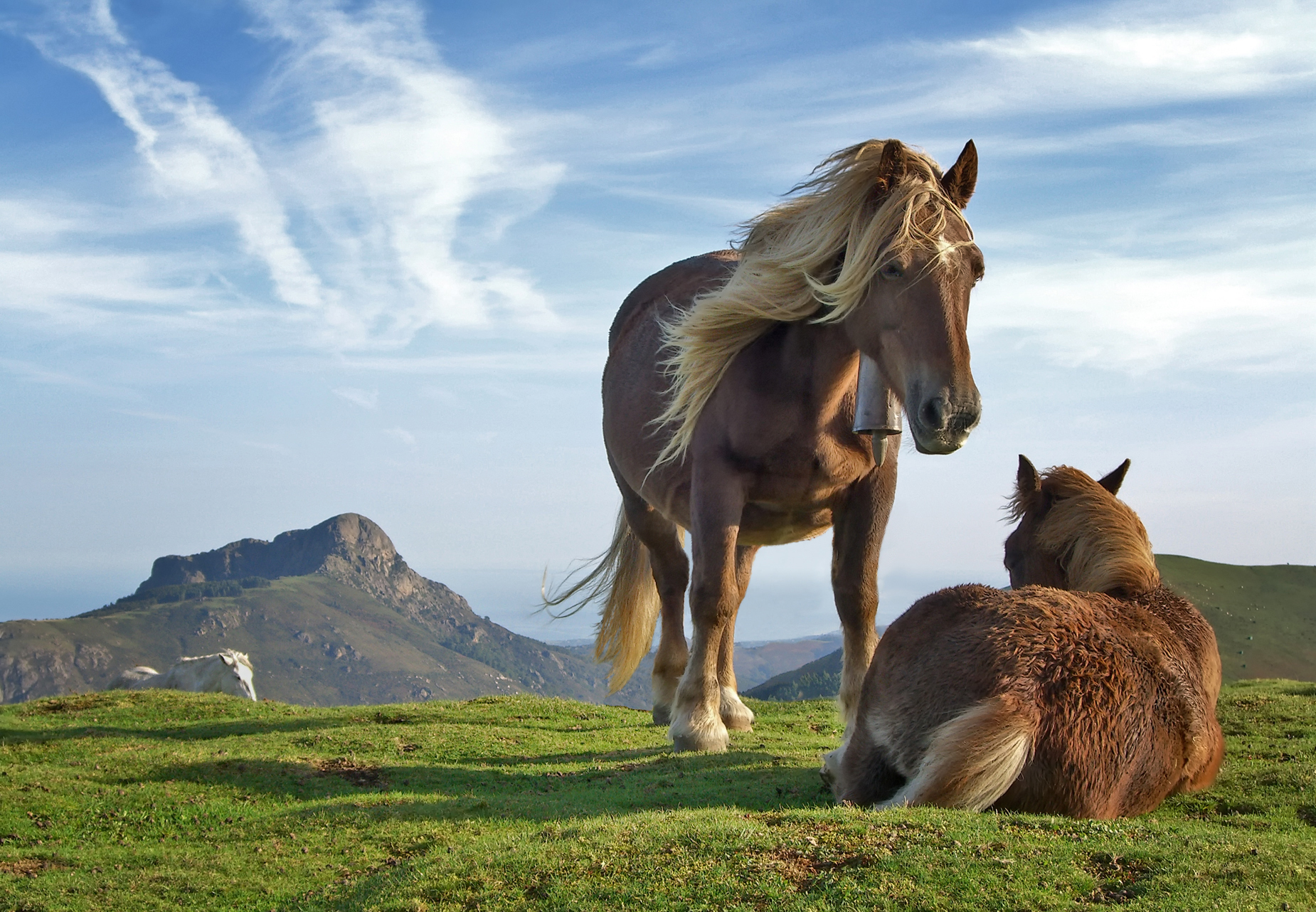
Коні на горі Bianditz, Наварра, Іспанія (2008)
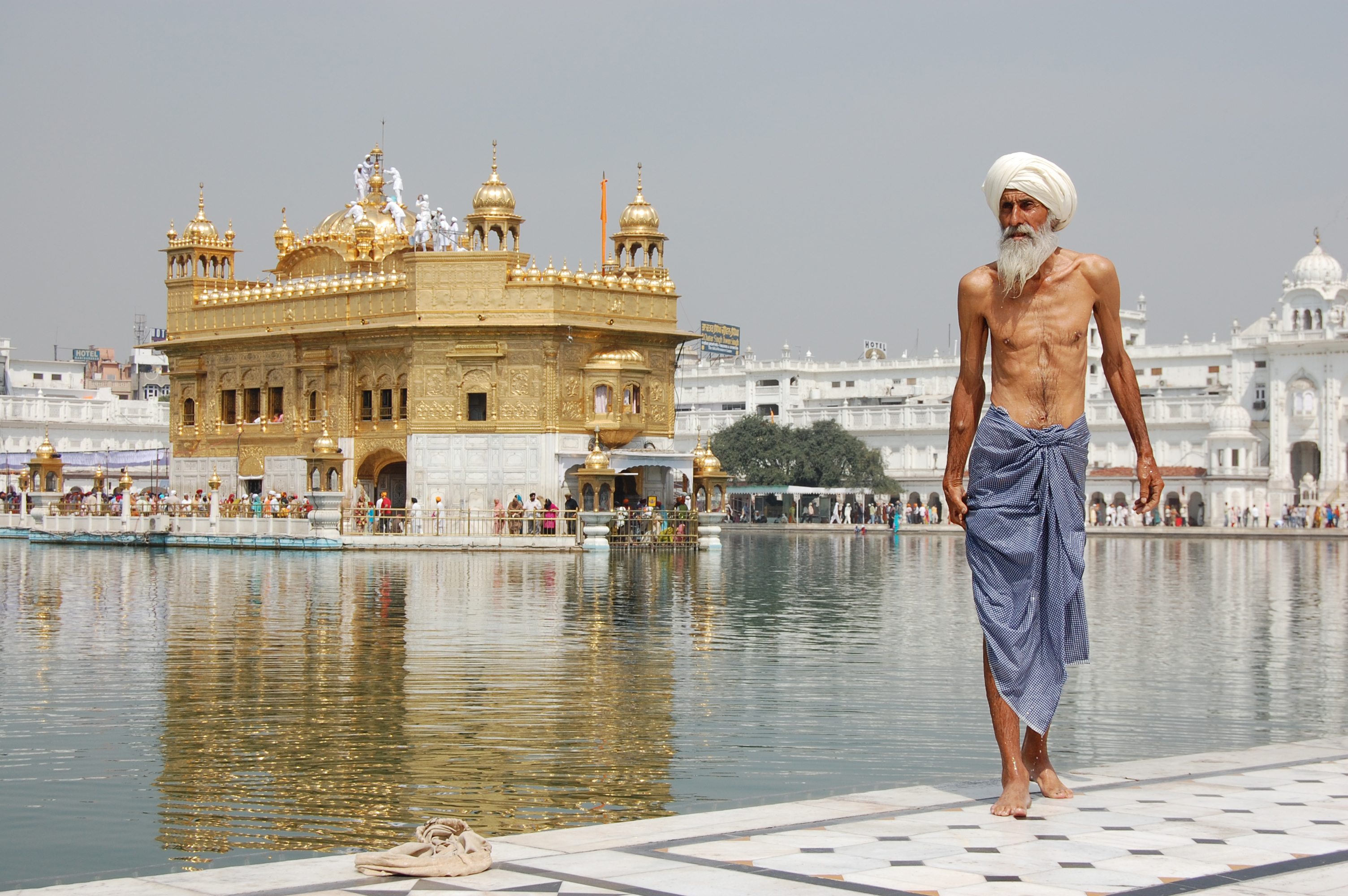
Сикхський паломник біля Хармандир-Сахіба. Амрітсар, Індія (2009)
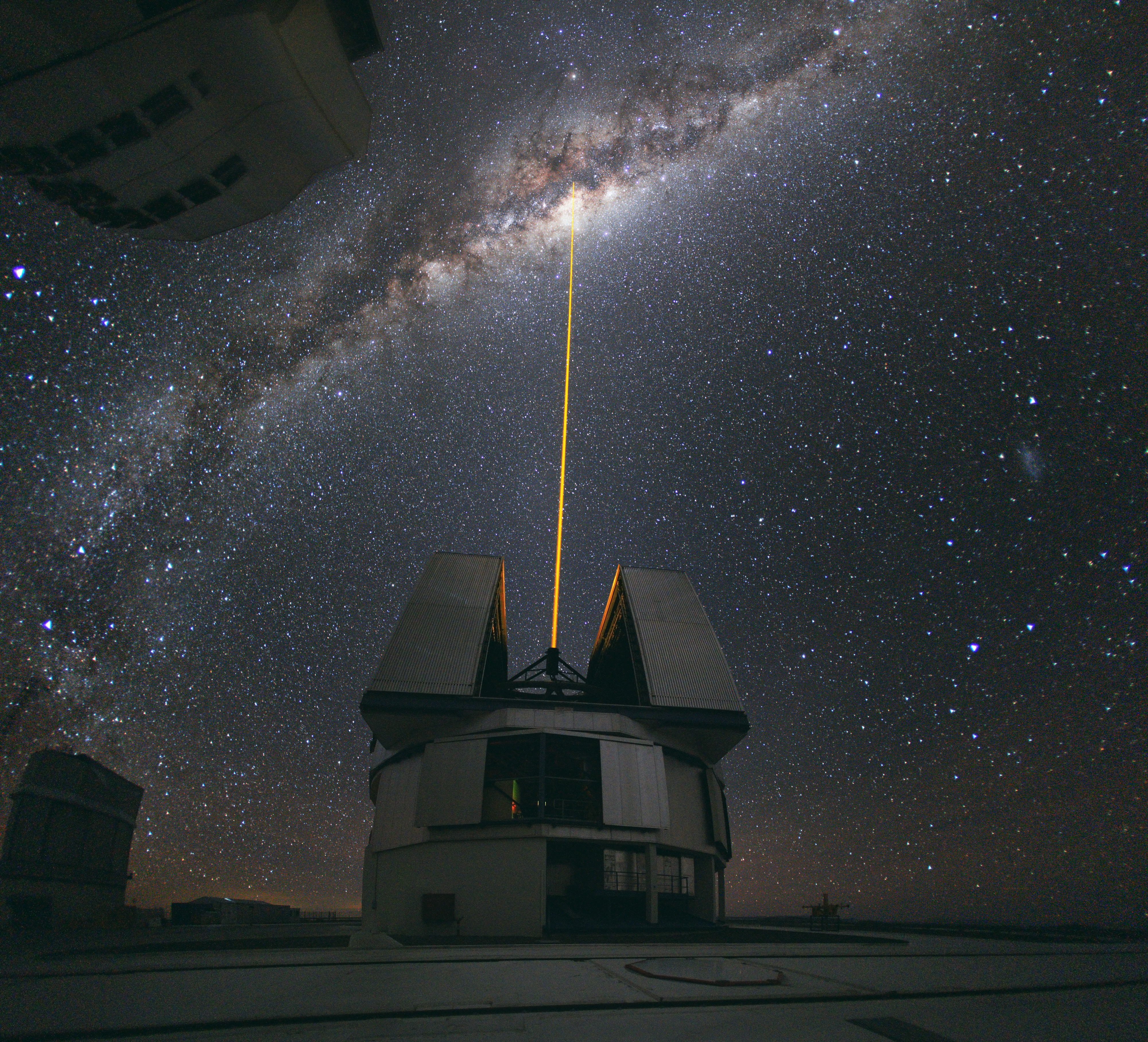
Телескоп Єпун світить лазером на Чумацький Шлях. Чилі (2010)
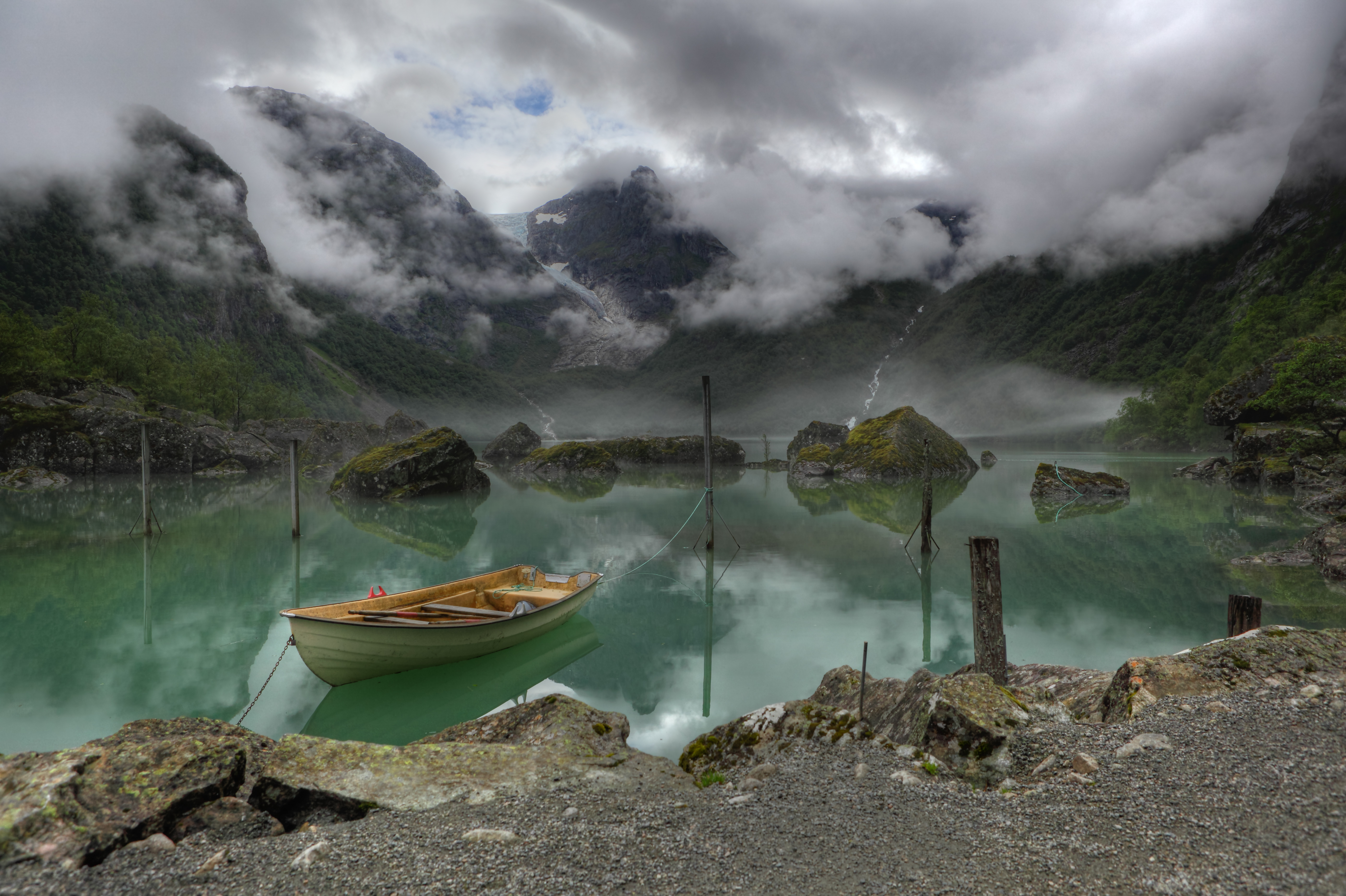
Озеро Бондхус, Норвегія. На задньому плані льодовик Бондхус. (2011)
Бджолоїдка ловить комаху (2012)
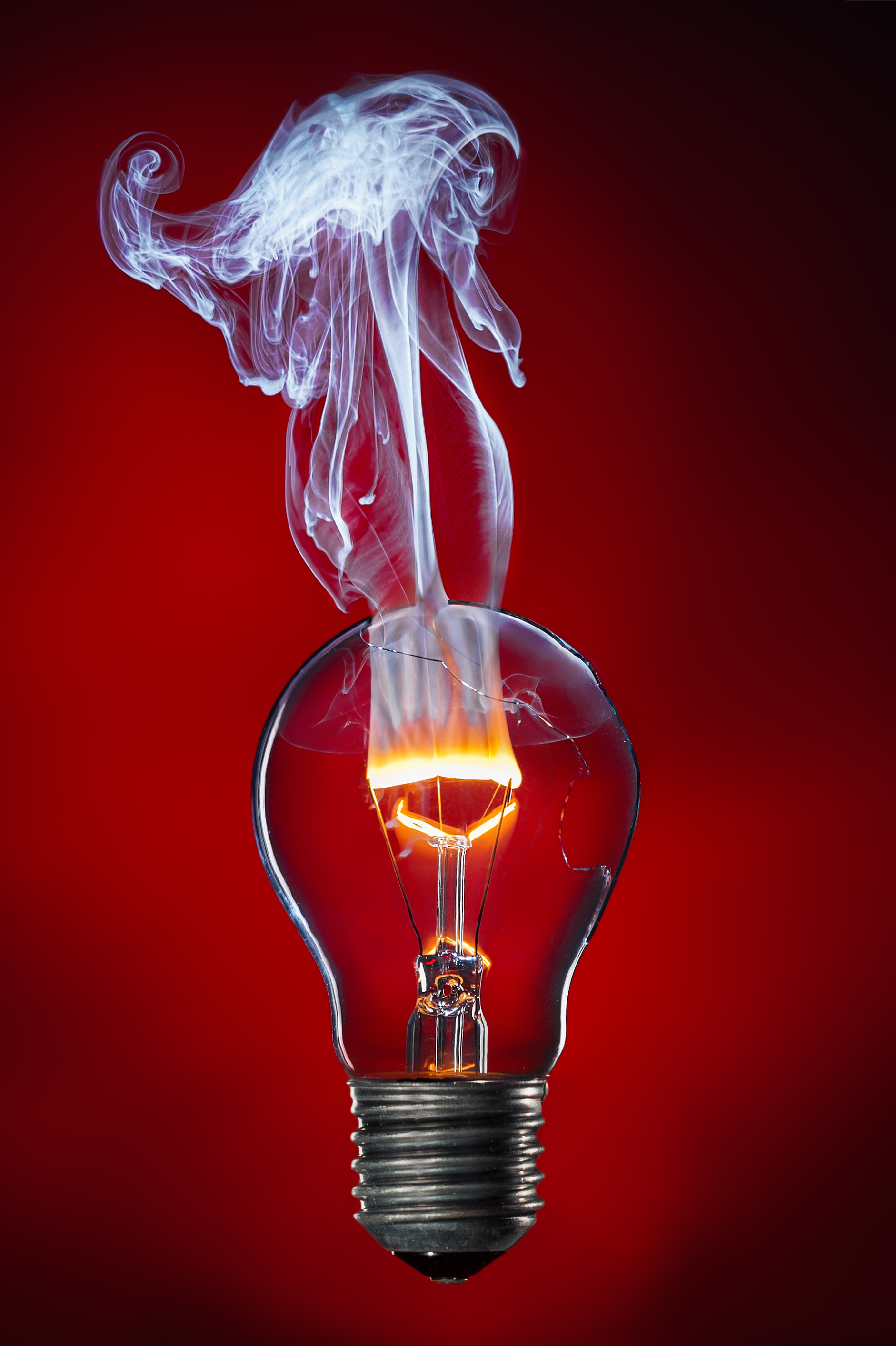
Лампа розжарення з палаючою вольфрамовою ниткою (2013)
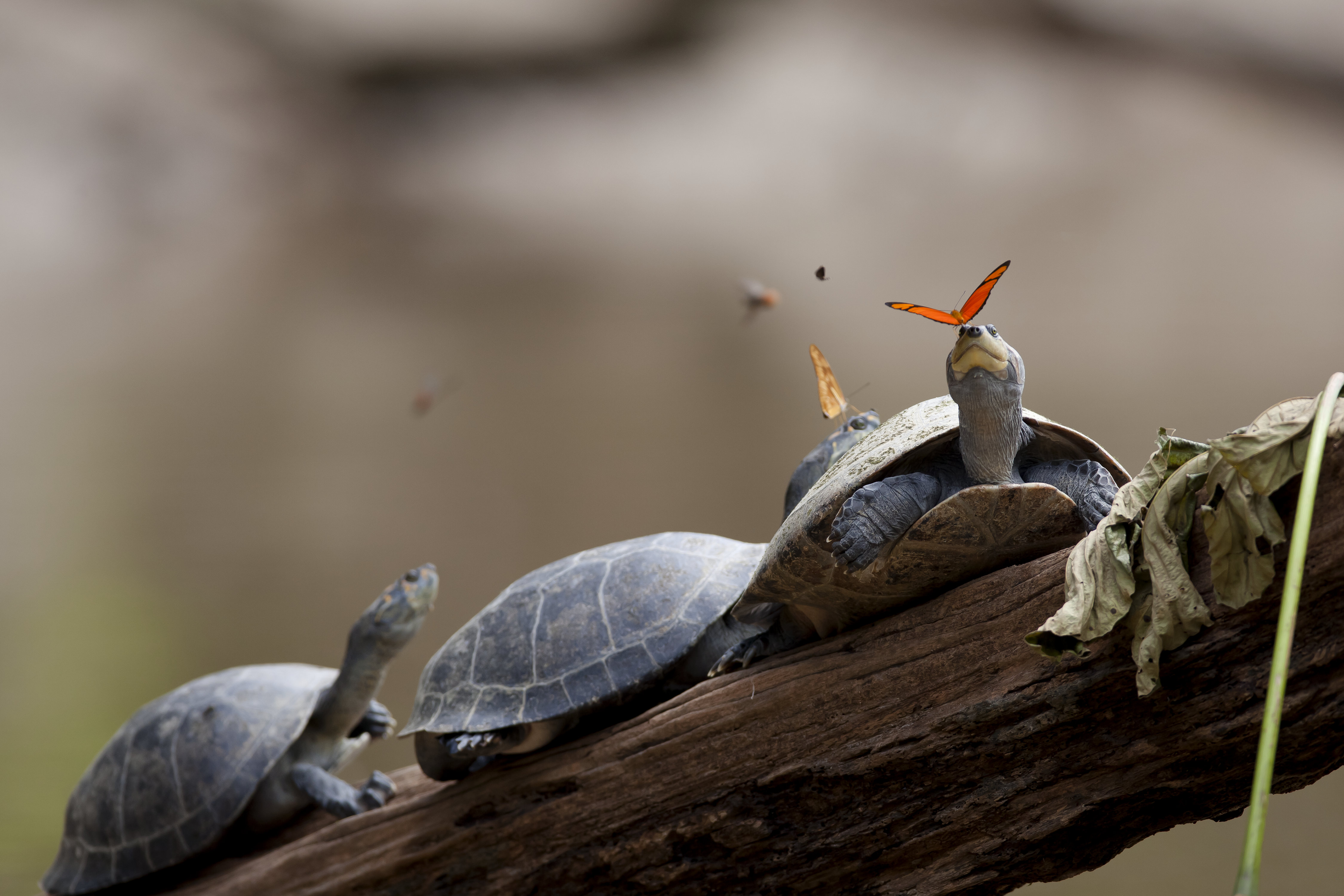
Метелики Dryas iulia п’ють сльози черепах в Еквадорі. Авторство: amalavida.tv (flickr) (2014)
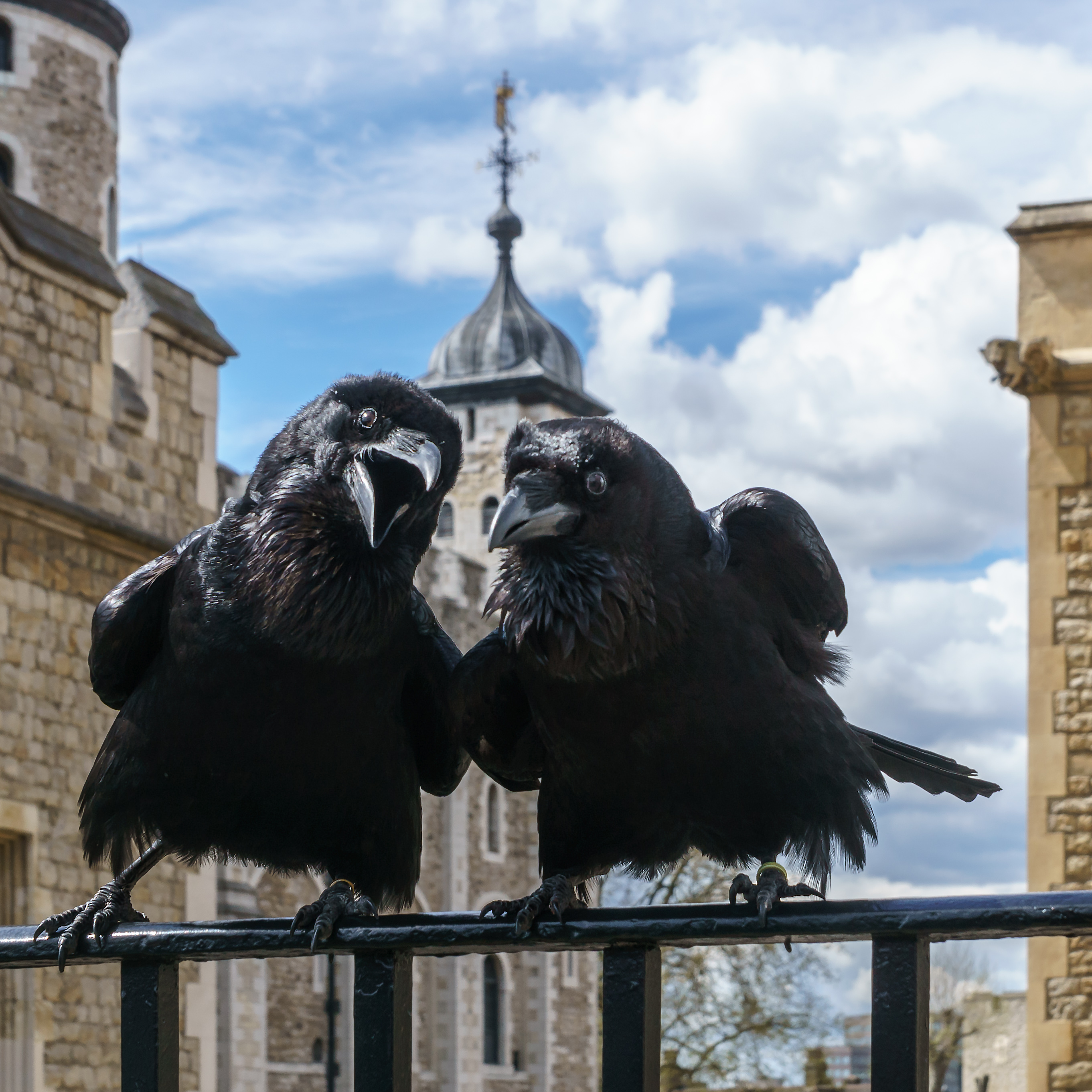
Джубілі та Мунін, круки лондонського Тауера (2016)
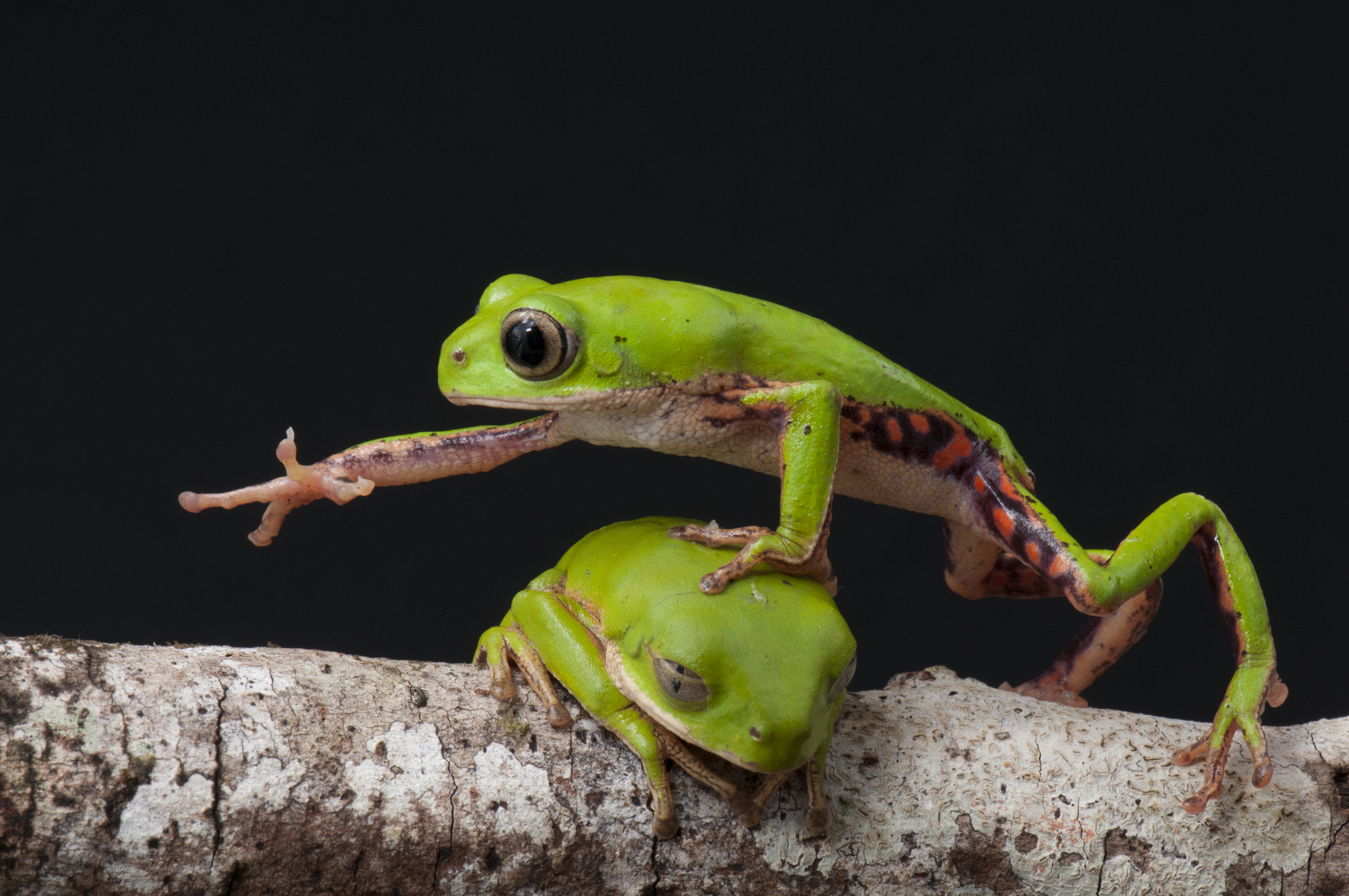
Дві жаби виду Phyllomedusa rohdei з родини райкових перелазять одна через одну (2017)
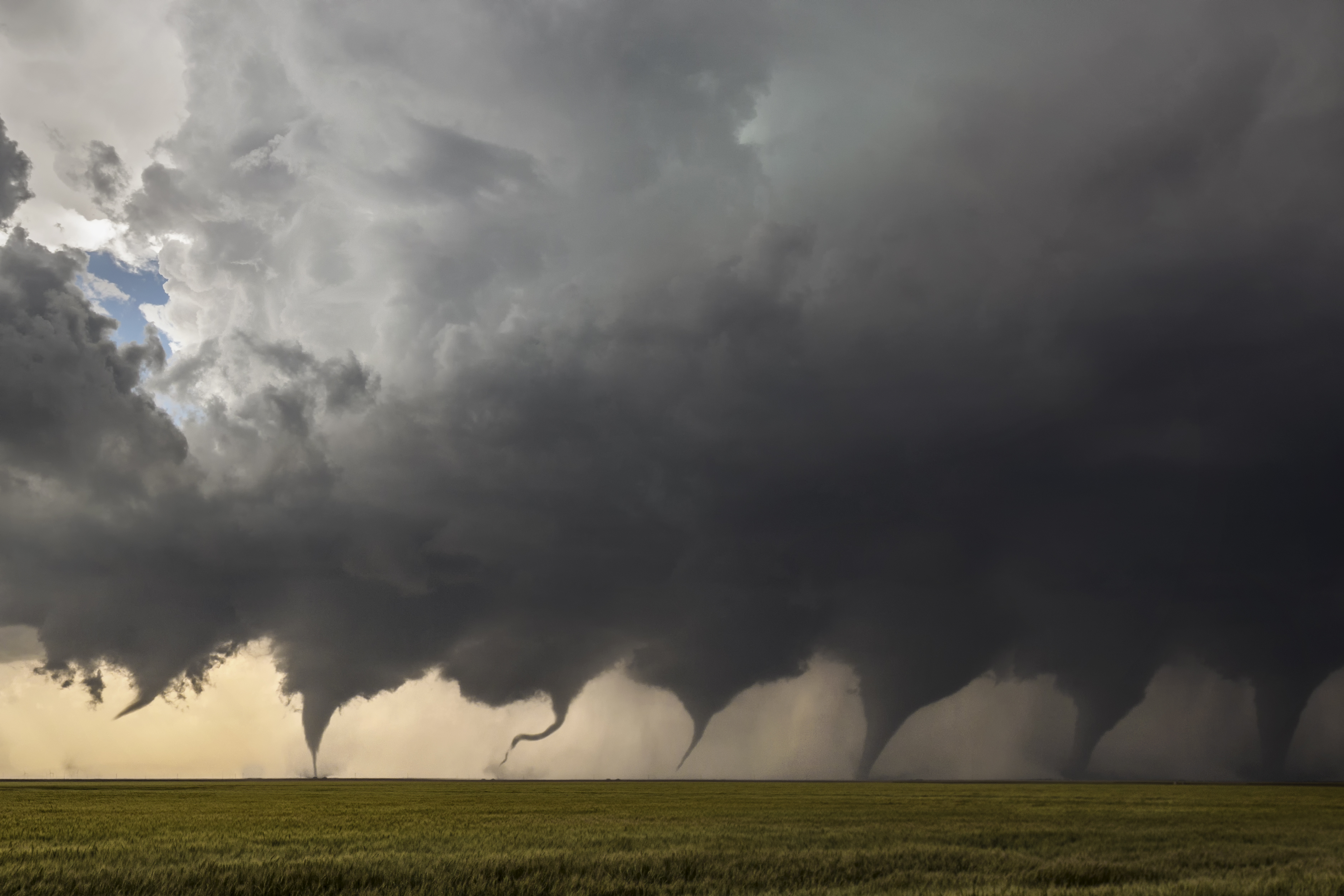
Колаж з 8 фото, що ілюструє еволюцію торнадо на прикладі смерчу в Канзасі (2018)
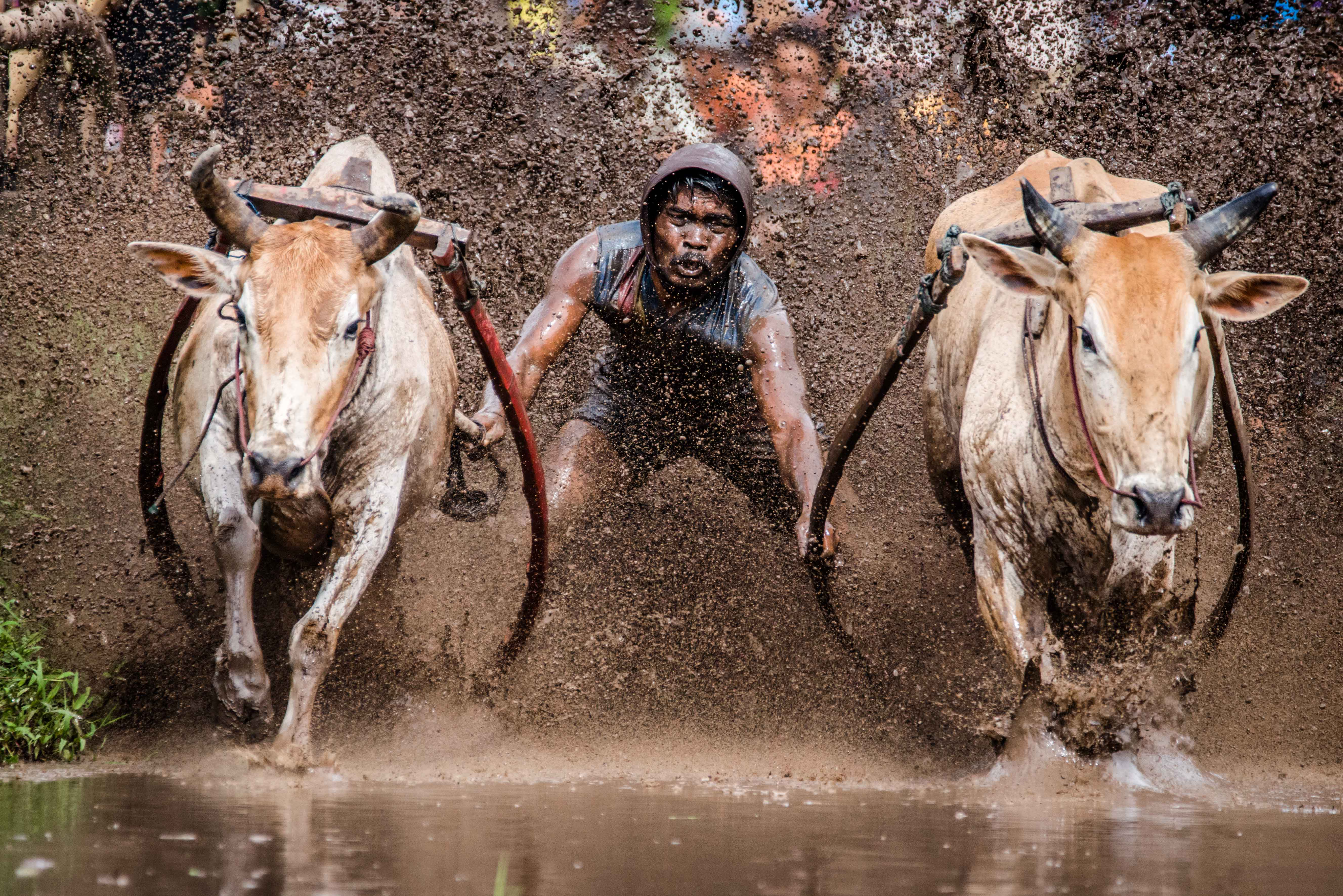
Два буйволи з погоничем у традиційних перегонах пашу джаві. – Авторство: Rodney Ee (Flickr, CC BY 2.0) (2019)
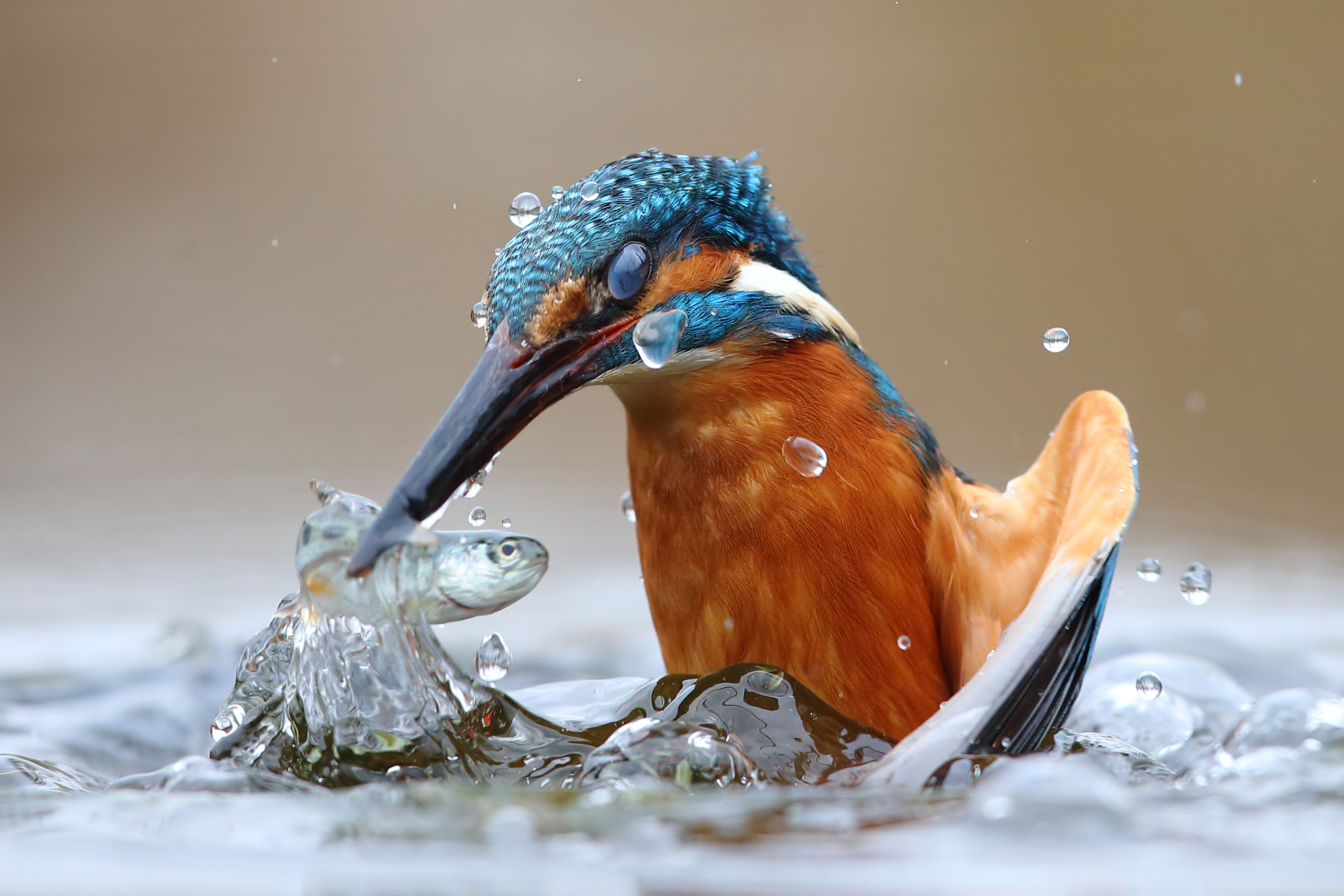
Рибалочка блакитний полює у воді. Природні заповідники та прилеглі території поясу річки По, провінція Верчеллі, П'ємонт, Італія (2020)

## Кількісне зростання

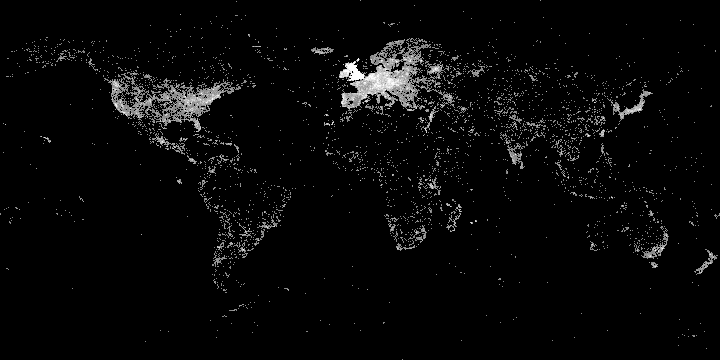
Станом на січень 2012 р. близько 2,9 млн світлин містять відомості про місце їх створення. Ці місця утворюють на карті області світлого кольору.

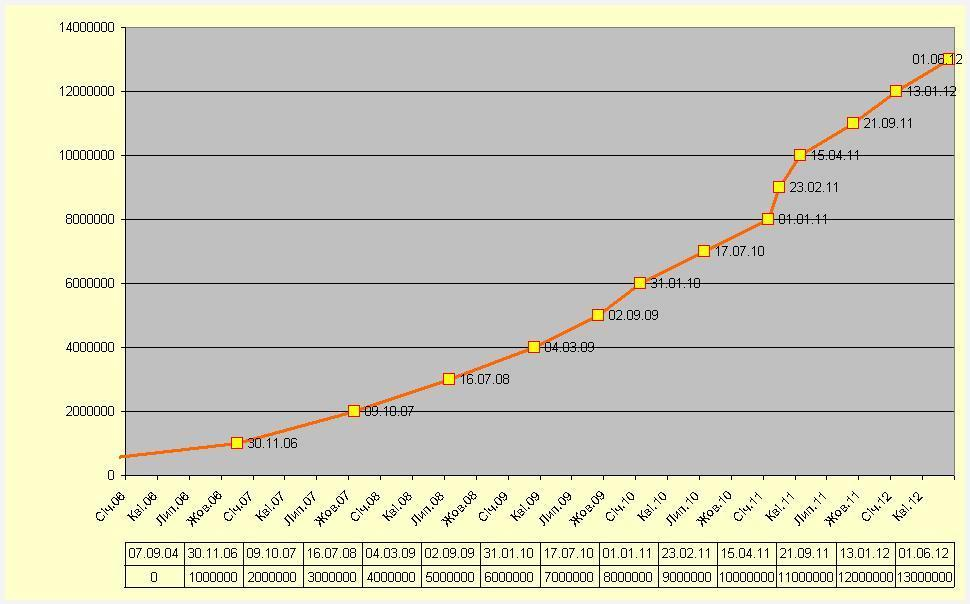
Кількісний ріст Вікісховища, 2006—2012 роки

| Дата              | Подія                                                        |
| ----------------- | ------------------------------------------------------------ |
| 30 листопада 2006 | 1 млн медіа-файлів                                           |
| 9 жовтня 2007     | 2 млн медіа-файлів                                           |
| 16 липня 2008     | 3 млн медіа-файлів                                           |
| 4 березня 2009    | 4 млн медіа-файлів                                           |
| 2 вересня 2009    | 5 млн медіа-файлів                                           |
| 27 січня 2010     | 1 мільйон зареєстрованих користувачів і 8 мільйонів сторінок |
| 31 січня 2010     | 6 млн мультимедійних файлів                                  |
| 17 липня 2010     | 7 млн мультимедійних файлів                                  |
| 1 січня 2011      | 8 млн медіа-файлів                                           |
| 23 лютого 2011    | 9 млн мультимедійних файлів                                  |
| 15 квітня 2011    | 10 млн медіа-файлів                                          |
| 21 вересня 2011   | 11 млн медіа-файлів                                          |
| 13 січня 2012     | 12 млн медіа-файлів                                          |
| 4 червня 2012     | 13 млн медіа-файлів                                          |
| 23 вересня 2012   | 14 млн медіа-файлів                                          |
| 4 грудня 2012     | 15 млн медіа-файлів                                          |
| 2 лютого 2013     | 16 млн медіа-файлів                                          |
| 16 травня 2013    | 17 млн медіа-файлів                                          |
| 15 серпня 2013    | 18 млн медіа-файлів                                          |
| 25 січня 2014     | 20 млн медіа-файлів                                          |
| Квітень 2016      | 31,2 млн медіа-файлів                                        |
| Червень 2024      | 106 360 700 медіа-файлів                                     |

## Виноски
1. ↑  Alexa.com — 1996.
2. ↑  Статистика сайту
3. ↑  Licensing. Wikimedia Commons. Архів оригіналу за 17 липня 2013. Процитовано 15 липня 2013.
4. ↑  Wikipedia Receives German Pictorial History. Архів оригіналу за 9 жовтня 2012. Процитовано 4 жовтня 2012.
5. ↑  РИА НОВИНИ: Медведєв запустив проєкт, що відкриває доступ до фотоархіву РІА Новини. Архів оригіналу за 14 червня 2012. Процитовано 10 червня 2012.
6. ↑  Журі обрало гробницю Сафдарджанґа. Вікі любить пам'ятки. Архів оригіналу за 20 серпня 2013. Процитовано 15 липня 2013.
7. ↑  Нагороджено переможців конкурсу «Вікі любить Землю». Архів оригіналу за 6 липня 2013. Процитовано 15 липня 2013.